# Ludwig Stimmler
Ludwig Stimmler (* 29. September 1940 in Weinstadt; † 31. Januar 2003 ebenda) war ein deutscher Jazzmusiker (Kontrabass, Bandleader). Er galt als einer der führenden deutschen Bassisten im Bereich des Hot Jazz und Swing.

## Wirken
Stimmler gehörte seit der Gründung 1958 der Darktown Jazzband an, mit der er drei LPs einspielte (zuletzt Pretty Little Missie, 1980). Weiterhin war er langjähriges Mitglied der Stuttgarter Dixieland Allstars, mit denen er seit 1973 diverse Alben vorlegte und die er seit 1979 leitete. Er gehörte auch zum Slick Salzer Swing Quartet und legte zudem Tonträger im Trio von Werner Lener vor. Tom Lord verzeichnet 21 Aufnahmen im Bereich des Jazz zwischen 1963 und 1996. Auf Tourneen begleitete er amerikanische Musiker wie Bud Freeman, Billy Butterfield, Jimmy McPartland, Dick Cary oder Danny Moss. Major Holley, mit dem er befreundet war, spielte auf Tourneen in Deutschland immer eines seiner Instrumente.

## Diskographische Hinweise
- Memories (2006)

## Lexikalische Einträge
- Jürgen Wölfer: Jazz in Deutschland. Das Lexikon. Alle Musiker und Plattenfirmen von 1920 bis heute. Hannibal, Höfen 2008, ISBN 978-3-85445-274-4.